# Idris II

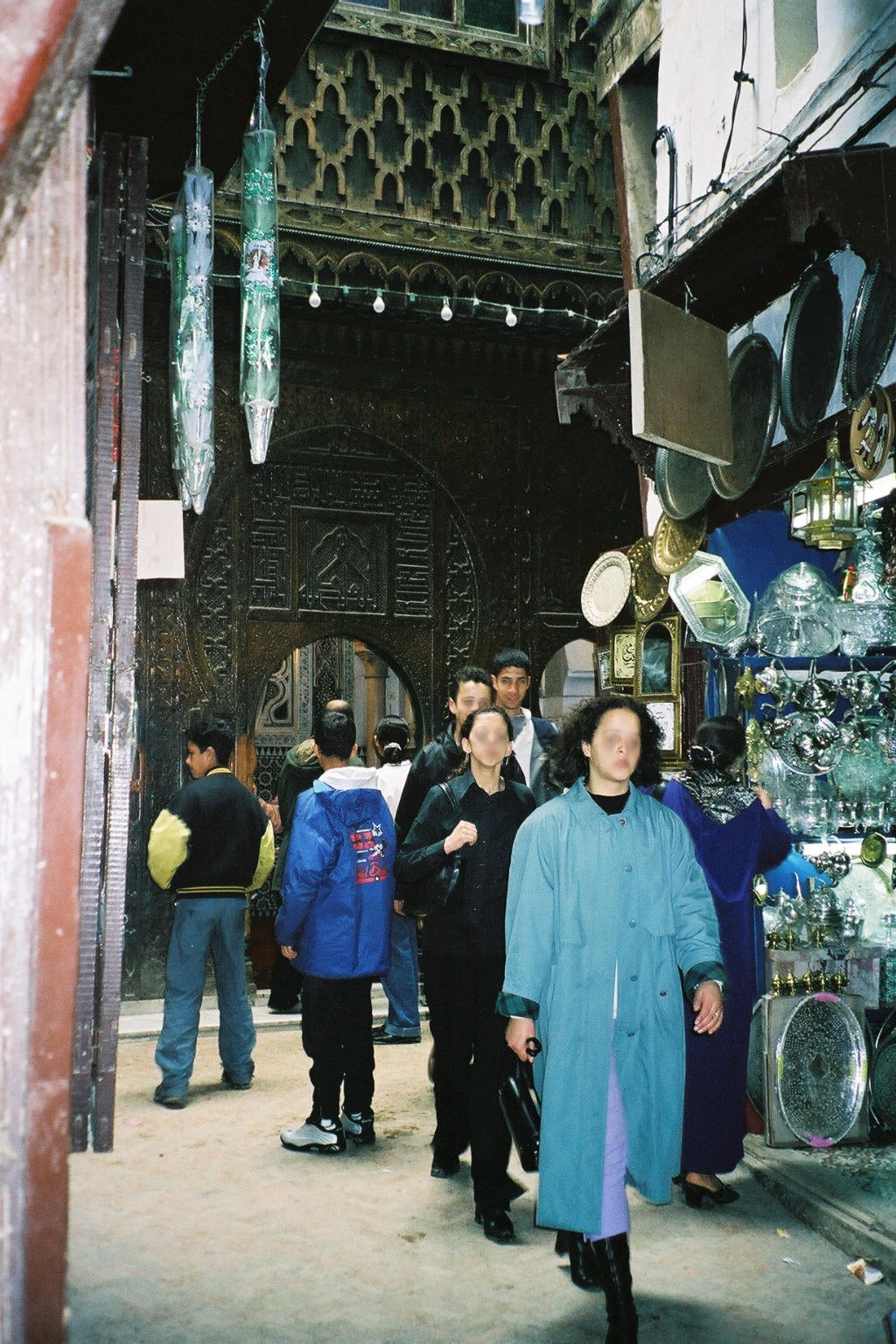
Entrata della Zawiya di Idris II, il mausoleo di sepoltura di Idris II nella medina (città vecchia) di Fès (Marocco), costruito in epoca merinide

Idris II (in arabo إدريس بن إدريس بن عبد الله بن الحسن‎?, Idrīs b. Idrīs b. ʿAbd Allāh b. al-Ḥasan ; 
in berbero ⴷⵔⵉⵙ ⵓ ⴷⵔⵉⵙ; Volubilis, 791 – 828) fu il secondo sultano della dinastia idriside, figlio di Idrīs I, che regnò sul Maghreb al-Aqsa (l'attuale Marocco) dall'803 all'828. Nacque a Volubilis due mesi dopo la morte del padre Idrīs I, avvenuta nel 791, venne nominato imām e prese il potere all'età di 11 anni. Si fa chiamare 'Idris il Giovane' secondo Ibn Khaldun (Muqaddima, II, 30).

## Storia
Alla morte di Idris I nell'anno 177 dell'Egira (16 luglio 791), sua moglie Kenza al-Awrabiya, figlia di Ishaq ben Abdelhamid e capo della tribù berbera degli Awarba, è incinta. Due mesi dopo, dà alla luce un figlio che prende il nome di Idris.
Rachid (arabo: رَاشِد [rāšid]), un cliente affrancato di Idris I che lo aveva accompagnato nel suo esilio da Baghdad fino all'attuale Marocco, esercita una reggenza insieme ad Abû Khalil al-`Abdîy. Idris II cresce sotto la loro protezione. All'età di undici anni, Idris II viene proclamato erede del potere di suo padre, ma il compagno di suo padre, Rachid, mantiene il potere fino alla maggiore età di Idris II.
Idris lascia Walīlā (Volubilis) per trasferirsi a Fès, che si sviluppa sulla riva destra dell'Oued Fès (quartiere degli Andalusi). Idris si stabilisce sulla riva sinistra e fonda il quartiere di Kairouan (quartiere della Quaraouiyyine). La città vede crescere rapidamente la sua popolazione con l'arrivo di esiliati provenienti da Cordova e Kairouan.
Idris II impone la sua sovranità su parte del Maghreb al-Aqsa. Forma un corpo d'élite di oltre cinquecento guerrieri, che contribuisce a stabilire la sua autorità e a conquistare nuovi territori.
Nell'anno 199 dell'Egira (814), marcia su Tlemcen e sposa una discendente del fratello di Idris I, Suleyman, il principe di Tlemcen. Vi soggiorna per tre anni e ricostruisce una moschea.
Idris ha dodici figli maschi: Muhammad, Abdullah, Aïssa, Idriss, Ahmed, Jaâfar, Yahia, Qassim, Omar, Ali, Daoud e Hamza. Una delle sue figlie è Gannuna.
Muore nell'anno 213 dell'Egira (828). Questa morte improvvisa dà luogo a molte speculazioni. Suo figlio Muhammad ben Idris gli succede.

## Tomba
Nel 1458, la sua tomba fu scoperta nella medina di Fès dal visir wattasido Zakarîyâ Yahyâ, al servizio del sultano merinido `Abd al-Haqq. Zakarîyâ Yahyâ pensava di trasformare la scoperta in un'operazione politica a suo vantaggio, ma fu un discendente di Idris a trarne beneficio, facendosi proclamare sultano di Fès.